# Pałac Dolmabahçe

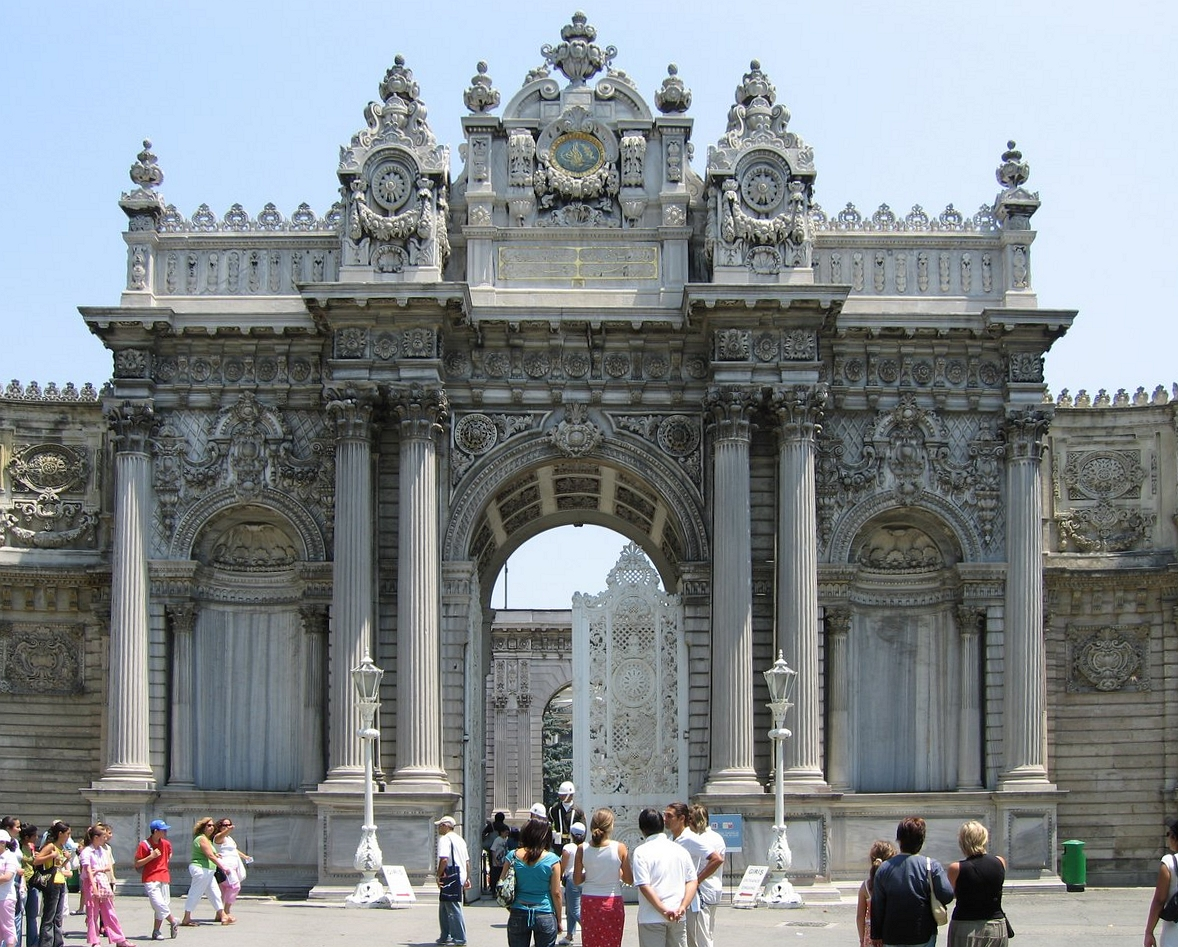
Jedna z głównych bram pałacu

Pałac Dolmabahçe (Dolmabahcze, tur. Dolmabahçe Sarayı) – pałac w Stambule, w Turcji, położony po europejskiej stronie cieśniny Bosfor. Służył jako centrum administracyjne Imperium Osmańskiego od 1853 do 1922 roku, z przerwą w latach 1889–1909.
Pałac ten był pierwszym pałacem w Stambule zbudowanym w stylu europejskim przez sułtana Abdulmecida I pomiędzy 1842 a 1853 rokiem. Architektem był Ormianin Karabet Balyan. Pałac kosztował równowartość 35 ton złota. W jego wnętrzu znajduje się kryształowy żyrandol o 750 lampach, ważący 4,5 tony, będący darem od królowej Wiktorii. W pałacu znajduje się również największa kolekcja bakaratowych żyrandoli na świecie, z tego szkła wykonano także jedne z poręczy schodów. W 1887 roku gościł tu cesarz Wilhelm II podczas wizyty w Stambule. Podczas prac renowacyjnych w 1910 pałac wyposażono w centralne ogrzewanie. Po powstaniu Republiki Tureckiej oddano go do dyspozycji Atatürka, który zatrzymywał się tu podczas letnich wizyt w mieście.
Budynek ma powierzchnię 45 000 m², posiada 285 pokoi, 46 korytarzy, 6 łaźni, 68 toalet i 1427 okien. Pałac miał z założenia sprawiać wrażenie na zagranicznych gościach, dlatego wzorowano go na Luwrze i Pałacu Buckingham. Marmur użyty przy budowie pałacu pochodzi z wyspy Marmara, alabaster z Egiptu, porfir z Pergamonu. Wnętrza pałacu pokrywają obrazy włoskich i francuskich mistrzów, sławnego rosyjskiego malarza Ajwazowskiego. Meble sprowadzono z Paryża, porcelanę z Sèvres, wyroby jedwabne z Hereke i Lyonu. Z Hereke pochodzą ręcznie tkane dywany: 131 dużych i 99 małych. Ich łączna powierzchnia to 4500 m². Od lądu i morza prowadzi do pałacu 12 bram. Obecnie jako brama jest używana Brama Skarbu, przy której znajduje się Wieża Zegarowa Dolmabahçe.
Projekty dekoracji i mebli są dziełem dekoratora wnętrz Sechana, autora wyposażenia Opery Paryskiej
Dla zwiedzających udostępnione są dwie części pałacu: Selamlık (część oficjalna) oraz Harem (prywatna część rodziny sułtana). Zwiedzanie obu części trwa dwie godziny.

## Selamlık
Selamlık był miejscem, gdzie odbywały się oficjalne spotkania sułtana.

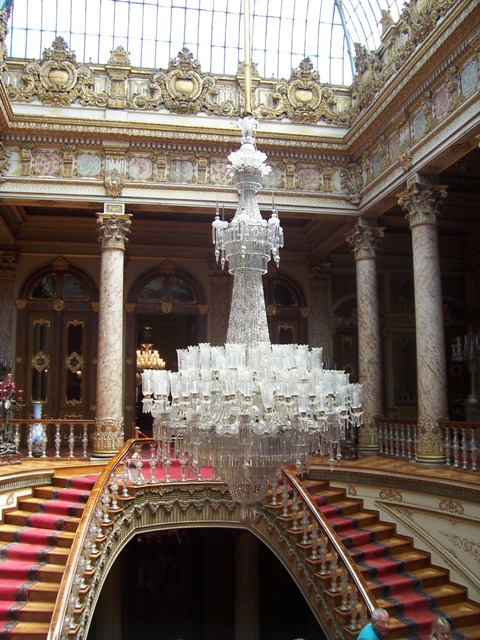
Kryształowe schody

- Wrota Mabeyn-i Hümayun oraz Medhal, czyli hol wejściowy. Jest to główne wejście do pałacu. Pieczęcie sułtana Abdülmecida I zdobią stoły, wazy oraz drzwi. Holl jest bogato zdobiony, by ukazać przybywającym potęgę imperium: kryształowe żyrandoly, oraz porcelanowy kominek. Jego zdobienia zostały wykonane przez angielskiego artystę Rogersa. Hol kończy się kryształowymi schodami.
- Kryształowe schody. Ich nazwa pochodzi od kryształowych elementów balustrad schodów.
- Hol Ambasadorów (Süfera). Był miejscem, gdzie ambasadorowie przybywających z listami do sułtana oczekiwali na przyjęcie u niego. Sufit jest dekorowany złotem, znajdują się tu wielki kryształowe żyrandole i świeczniki. Podobnie jak w Holu Wejściowym rzeźbienia kominka są dziełem angielskiego artysty Rogersa.

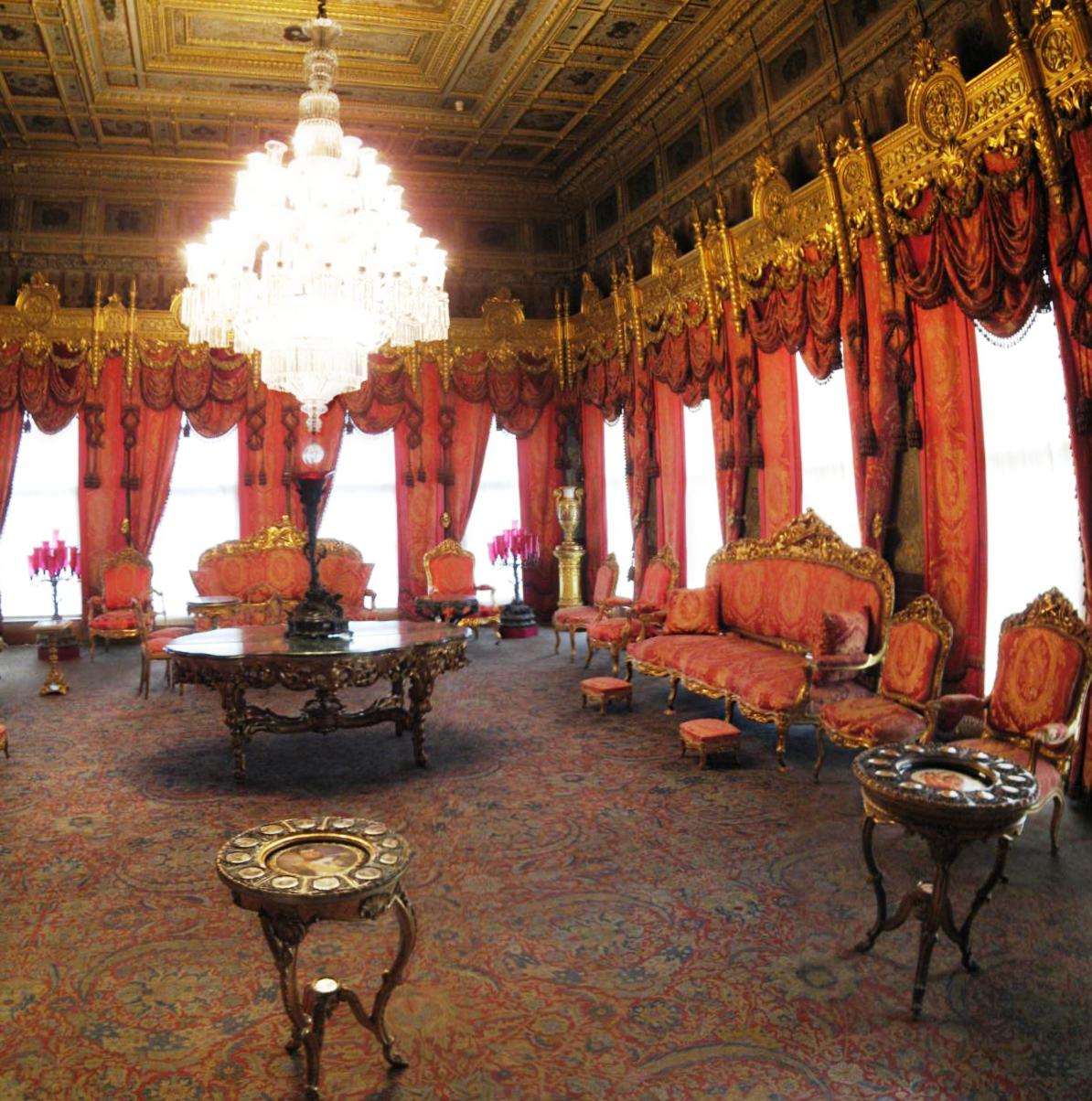
Poczekalnia, gdzie ambasadorowie czekali na przyjęcie u sułtana. Przylega do Süfery

- Pokój przyjęć ambasadorów. Ambasadorowie byli tu przyjmowani przez sułtana i przedstawiali mu listy. Sufit jest wyłożony złotem, ściany ozdobione wielokolorowym grawerunkiem przypominającym materiał. Dominującym kolorem jest czerwony, dlatego pokój ten jest zwany również Czerwonym Pokojem. Znajduje się tutaj kryształowy kominek, z czerwoną dekoracją.
- Hol Zülvecheyn. Jest połączeniem pomiędzy prywatnymi apartamentami a częścią oficjalną pałacu. Służył również podczas religijnych ceremonii, ślubów. Jest to jedyne miejsce w Selamlık, gdzie mogły przebywać kobiety z Haremu.
- Biblioteka. Znajduje się obok Holu Zülvecheyn. Księgozbiór tworzą książki zebrane przez sułtana Abdülmecida, znacznie wzbogacona w czasach Atatürka i prezydenta Inönü.
- Hamam- łaźnia. Sufity łaźni są zdobione malowidłami w stylu barokowym. Wyłożona jest alabastrem z Egiptu. Hamam

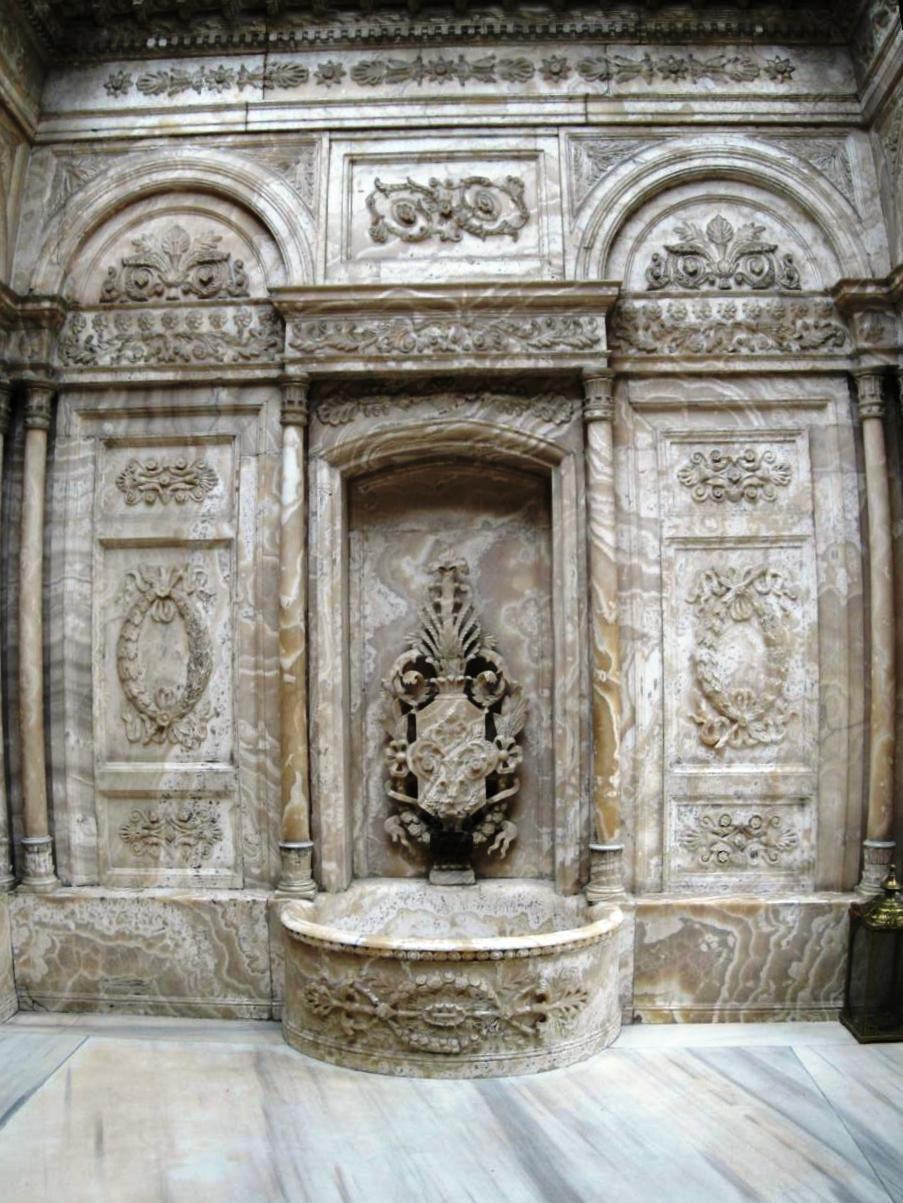
Hamam

- Sala z Panoramą. Ma kształt litery ‘T’, złocone stiukowe sufity i parkiety tworzące kształty gwiazd. Po jednej stronie z okien rozpościera się widok na Bosfor, z drugiej widać lasy.
- Sala Ceremonii (Muayede). Ponad środkową jej częścią wznosi się kopuła wysoka na 36 m, powieszono w niej żyrandol- prezent od królowej Wiktorii. W komnacie zastosowano system ogrzewania podłogowego. Na posadzce leży dywan z Hereke. Jest to drugi co do wielkości dywan w Turcji i mierzy 124 m². Biblioteka

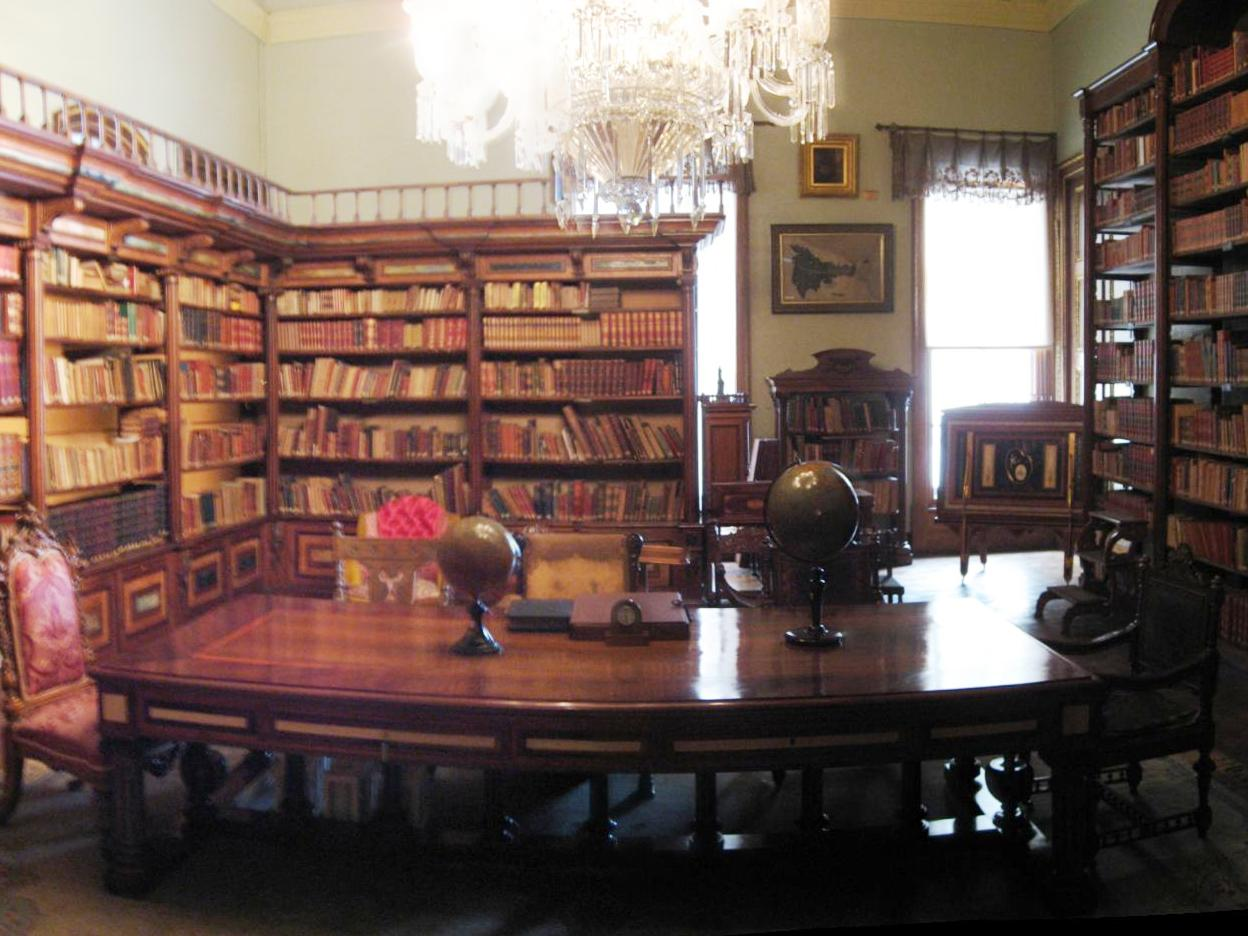
Biblioteka

## Harem
Harem był miejscem, gdzie mieszkała sułtanka matka, sułtan oraz żony sułtana. Składa się z dwóch części: jedna wychodzi na morze, druga na ogrody. Harem jest połączony z Selamlık poprzez Salę Ceremonii. Pokoje haremu są ułożone w jednej linii, oddzielone sofami, czyli długimi pokojami przypominającymi hole. Istnieje mało źródeł dotyczących haremu, ponieważ były to prywatne pokoje sułtana. Część zamieszkiwana przez matkę sułtana i samego sułtana zwana była Harem-i Hümayun, natomiast sekcja zamieszkiwana przez żony: Daire-i Hümayun. Apartament głównej żony jest najbardziej prestiżowym apartamentem, jednak jego wystrój jest o wiele uboższy niż apartamenty sułtana i matki sułtana. Na parterze powtórzony jest rozkład z piętra. Parter zamieszkiwali służący, konkubiny i dzieci sułtana, służył również do ogólnego użytku.
- Korytarze są poprzedzielane ciężkimi metalowymi i drewnianymi drzwiami. Łączą część Selamlık z Haremem. Część korytarzy znajdująca się w Selamlık była strzeżona. Na ścianach znajdują się cenne obrazy. Różowy Hol

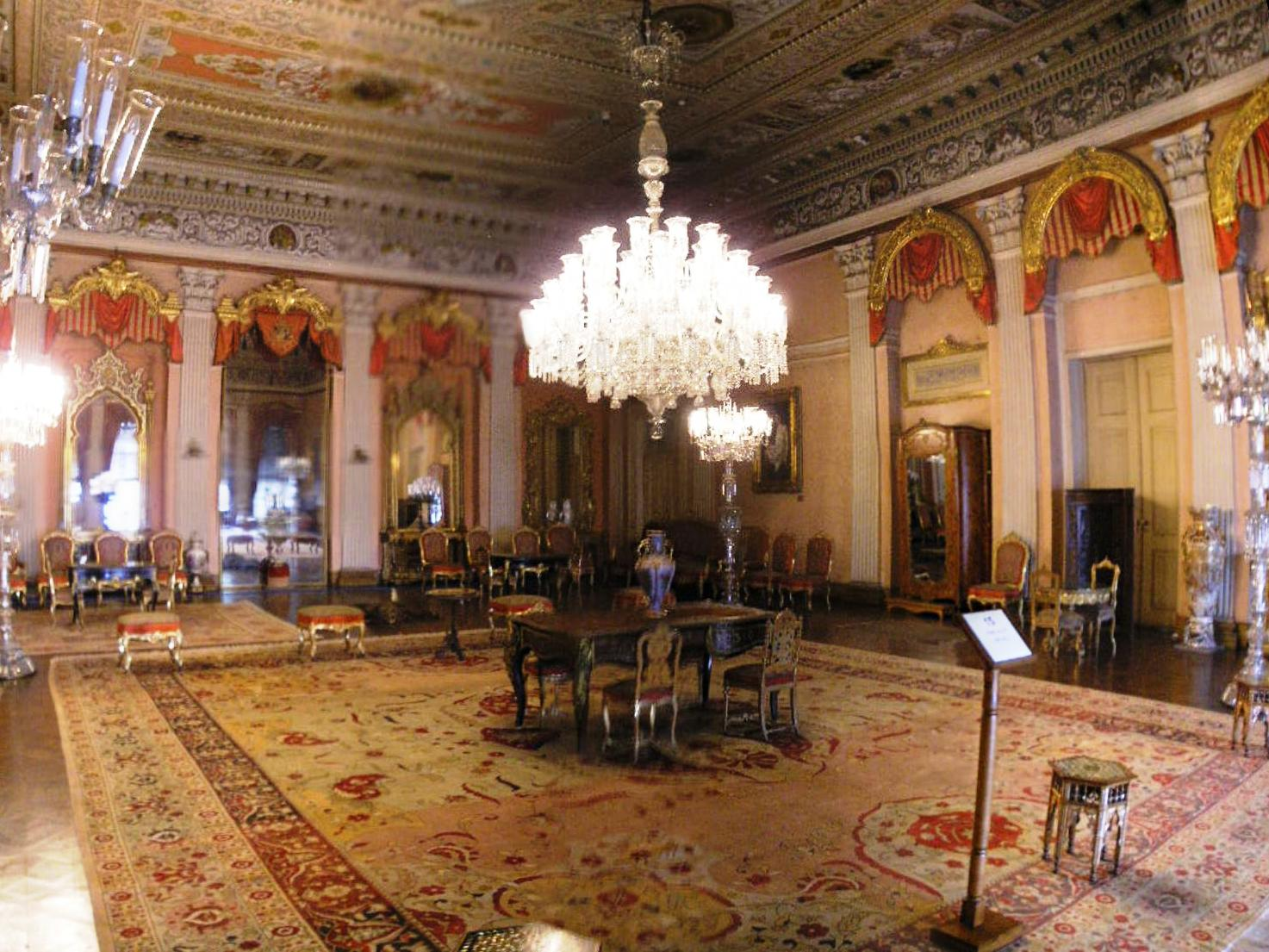
Różowy Hol

- Czerwony Pokój. Sala audiencyjna, w której przyjmowano zagraniczne poselstwa. Dookoła znajdują się poczekalnie. Pokój został zaprojektowany przez francuskiego artystę Sechana. Sufit został zaprojektowany w kształt kopuły. Przy wejściu do sali stoją świeczniki z kości słoniowej wyprodukowane w Londynie. Niedźwiedzie skóry są podarunkiem od cara Rosji Mikołaja II.
- Różowy Hol i apartament wokół niego należał do matki sułtana. W części od Bosforu i od lasu znajdują się po dwa pokoje, pośrodku sofa oraz łazienka. Apartement ten nie był często używany, ponieważ poza matką samego sułtana Abdülaziza, żadna z matek nie doczekała się wstąpienia swojego syna na tron. W związku z tym, apartament ten był dołączany do części sułtana, która do niego przylega. Również Atatürk używał tego apartamentu i tu zmarł w 1938.
- Niebieski Hol i apartament wokół niego był zajmowany przez sułtana. Ma podobny rozkład co apartament matki sułtana. Znajduje się tutaj Czerwony Pokój- pokój audiencyjny sułtana (w czasie wycieczek pokazywany jest wraz ze zwiedzaniem Selamlık).
- Sypialnia nr 110. Obecnie jest to sypialnia, w czasach Imperium Osmańskiego był to pokój łączący apartamenty sułtana z apartamentami pierwszej żony. Umieszczano tu faworyty sułtańskie oraz gości haremu. W czasach republiki umieszczano tutaj prezydentów obcych państw.
- Hol nr 122. Jest jednym z najważniejszych spośród trzech holi- sofa. Hol ten łączy apartament pierwszej żony z apartamentami matki sułtana oraz apartamentami żon.

## Ogrody
- Hasbahçe, znany również jako Mabeyn lub Ogród Selamlık znajduje się pomiędzy Bramą Skarbu a wejściem do pałacu. Ogród ma kwadratowy kształt, pośrodku znajduje się okrągła fontanna z figurami łabędzi przeniesionymi z Pałacu Gwiazd. Fontannę obiegają dwie ścieżki prowadzące do wejścia pałacu. W ogrodzie zasadzono egzotyczne drzewa takie jak: araukaria, sosna koreańska, magnolia, palmy, cedry. Ogród ciągnie się również po drugiej stronie pałacu aż do Bosforu, ogrodzony jest dekoracyjnymi płotami. Od strony Bosforu znajdują się również dwie fontanny na kwietnikach po dwóch stronach Morskiej Bramy Imperialnej. Hasbahçe

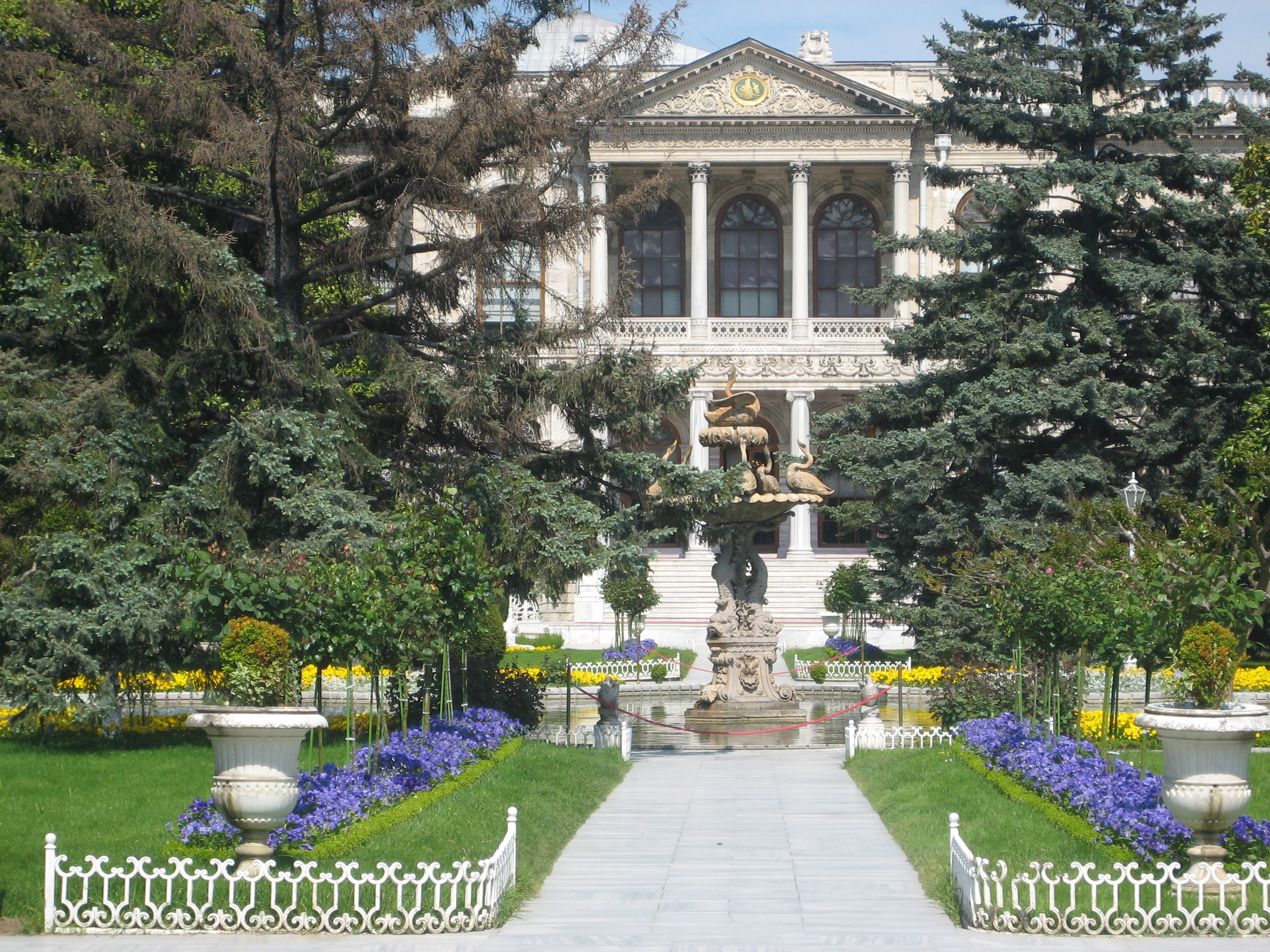
Hasbahçe

- Ogród „Ptaszarnia”. Graniczy z jednej strony z Hasbahçe, a z drugiej strony z Ogrodem Haremu. Ze względu na dużą liczbę drzew jest on cienisty. Znajduje się tu Szklany Kiosk. Ogród ma charakter typowego ogrodu tureckiego z wolno posadzonymi kwiatami wokół okrągłej fontanny. Przy murze oddzielającym ogród od ulicy znajduje się ptaszarnia w stylu secesyjnym. Umieszczano tu zwierzęta przywożone dla sułtana z różnych zakątków świata. Obecnie mieszkają tu pawie, bażanty, papugi.
- Ogród Haremu. Ma kształt litery ‘L’ i przylega do Haremu. Znajduje się tu sekwoja. Fontanna w ogrodzie ma owalny kształt, natomiast kwietniki formy geometryczne. Przy murze oddzielającym ogród od ulicy umieszczono Skarbiec, obecnie znajduje się tu Muzeum Zegarów.

## Szklany Kiosk
Z niego to sułtan przyglądał się oficjalnym paradom przechodzącym ulicą. Kiosk jest bardzo bogato zdobiony, w stylu barokowym, składa się z dwóch holi i szklarni. Sufit jest grawerowany w motywy roślinne, w rogach umieszczono figury orłów, ptaków, lwów, tygrysów. W środkowej sekcji kiosku znajduje się fontanna z kryształowym trzonem. Również kryształowe są żyrandole i świeczniki, dodatkowo zdobione w figury zwierzęce w stylu secesyjnym. Kiosk jest połączony z apartamentami sułtana korytarzem.

## Atatürk w Pałacu Dolmabahçe

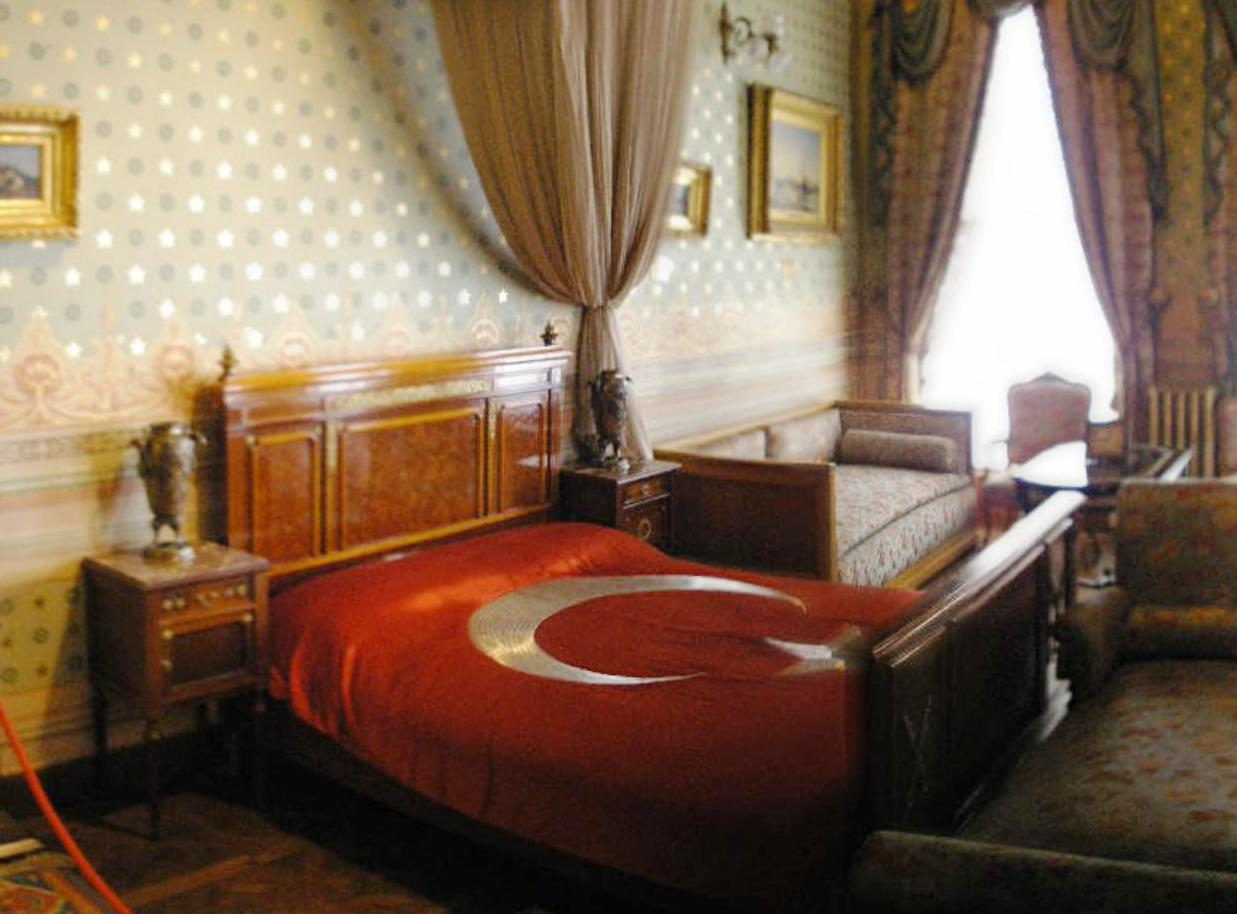
Łoże śmierci Atatürka

Mustafa Kemal Atatürk, założyciel i pierwszy prezydent współczesnego państwa tureckiego mieszkał w tym pałacu i tu zmarł o 9:05 10 listopada 1938 w pokoju, który obecnie stanowi część muzeum (wszystkie zegary w tym obiekcie zatrzymano by oddać hołd ukochanemu wodzowi i ojcu narodu tureckiego). Po jego śmierci gruntownie odrestaurowano zabudowania pałacowe, przejrzano i uporządkowano kolekcje dzieł sztuki i odtąd pałac miał pełnić rolę muzeum.
Atatürk zajmował apartament w Haremie składający się z pracowni, sypialni i łazienki. Były to pokoje nr 69, 71, wchodzi się do nich z Niebieskiego Holu. 

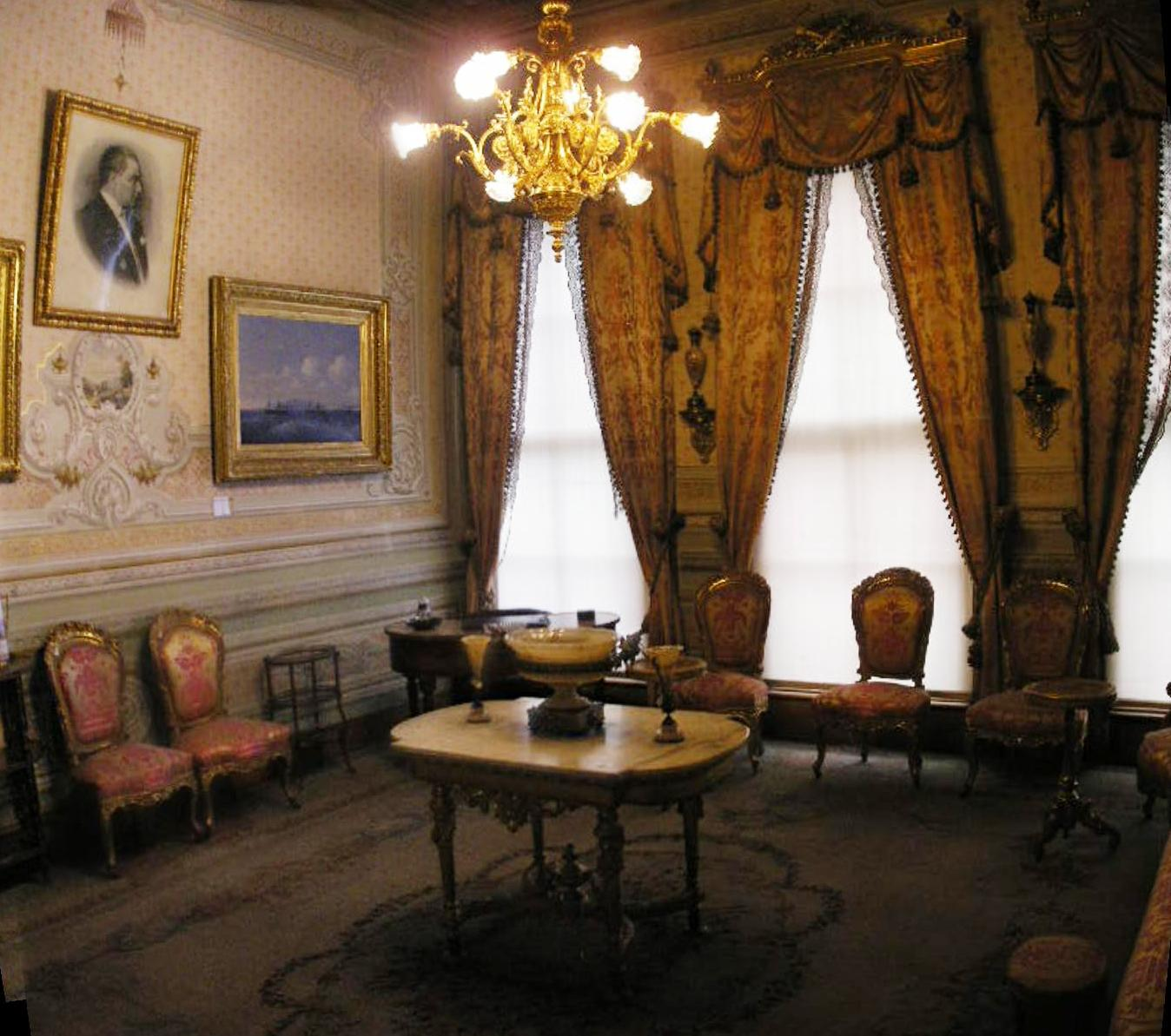
Pracownia Atatürka

## Galeria
|  |  |  |
|  |  |  |
|  |  |  |